# 諾瓦布甘傑烏帕齊拉 (迪納傑布爾縣)
諾瓦布甘傑乌帕齐拉是孟加拉国迪納傑布爾縣的一个乌帕齐拉，位於朗布爾专区的迪納傑布爾縣。。

## 人口
據1991年孟加拉國人口普查，諾瓦布甘傑共有戶數34,999戶，人口170,301人。其中男性佔比51.28%，女性佔比48.72%；成年人口88,690人。該地7歲以上人口之平均識字率為24.2%。